# Ammiragli degli Stati Confederati d'America
Gli Ammiragli degli Stati Confederati d'America furono solamente due.
Nonostante l'organico della Marina confederata prevedesse quattro ammiragli, tutti da promuovere per valore o per merito in guerra, la non eccessiva durata della guerra di secessione e soprattutto la non elevata disponibilità di navi da parte della Confederazione fecero sì che tale numero rimanesse solo sulla carta.
Oltretutto, quando fu promosso il secondo ammiraglio, il primo stava rientrando da sei mesi di prigionia di guerra nell'Unione.
I due ammiragli in questione furono:
- l'ammiraglio Franklin Buchanan, promosso il 26 agosto 1862;
- l'ammiraglio Raphael Semmes, promosso il 10 febbraio 1865.

Un terzo ufficiale della Marina confederata ottenne il grado di ammiraglio, ma ciò avvenne dopo la guerra e in un altro stato: all'ex capitano della Marina confederata John Randolph Tucker fu conferito infatti nel 1866 il grado di ammiraglio nella marina del Perù; egli condusse la guerra contro la Spagna comandando una flotta mista peruviana e cilena e poi si dimise nel 1871.

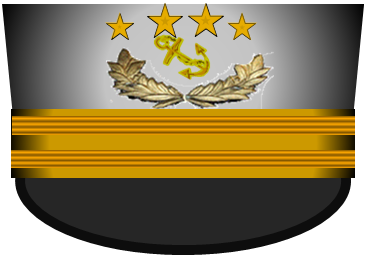
berretto di ammiraglio della Marina confederata
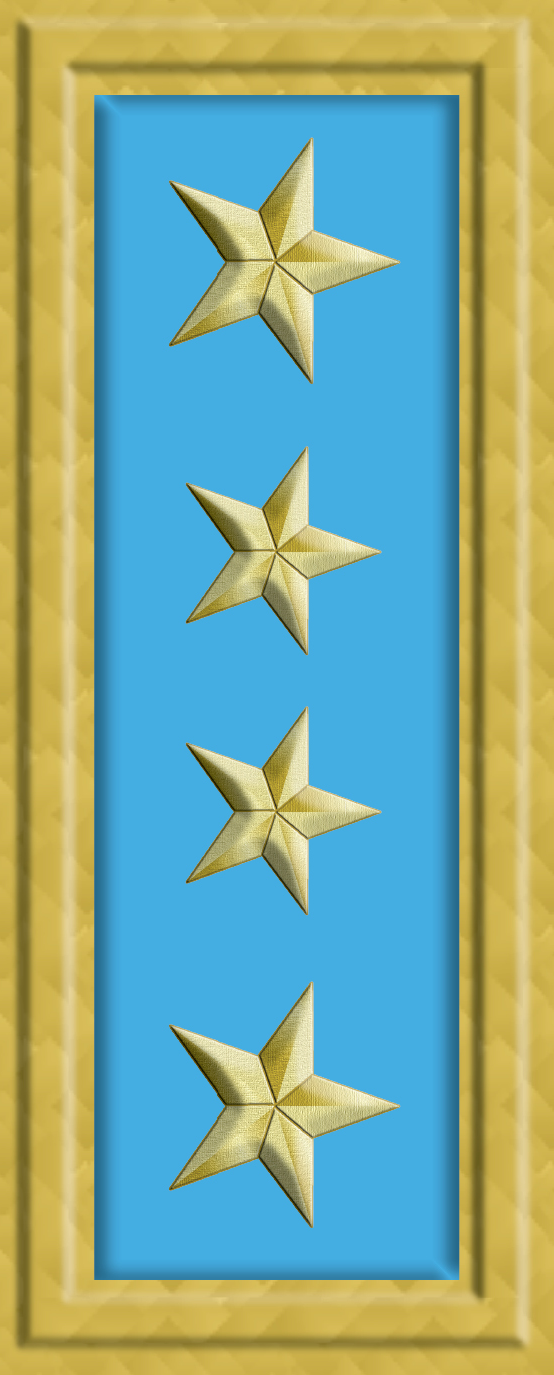
distintivo di grado per controspallina di ammiraglio della Marina confederata